# Corneuil
Corneuil és un municipi francès situat al departament de l'Eure i a la regió de Normandia. L'any 2007 tenia 452 habitants.

## Demografia

### Població
El 2007 la població de fet de Corneuil era de 452 persones. Hi havia 172 famílies, de les quals 36 eren unipersonals (24 homes vivint sols i 12 dones vivint soles), 56 parelles sense fills, 72 parelles amb fills i 8 famílies monoparentals amb fills.
La població ha evolucionat segons el següent gràfic:
Habitants censats

### Habitatges
El 2007 hi havia 186 habitatges, 172 eren l'habitatge principal de la família, 12 eren segones residències i 2 estaven desocupats. Tots els 185 habitatges eren cases. Dels 172 habitatges principals, 148 estaven ocupats pels seus propietaris, 22 estaven llogats i ocupats pels llogaters i 2 estaven cedits a títol gratuït; 1 tenia una cambra, 4 en tenien dues, 17 en tenien tres, 53 en tenien quatre i 97 en tenien cinc o més. 138 habitatges disposaven pel capbaix d'una plaça de pàrquing. A 73 habitatges hi havia un automòbil i a 96 n'hi havia dos o més.

### Piràmide de població
La piràmide de població per edats i sexe el 2009 era:
| Homes | Edats   | Dones |
| ----- | ------- | ----- |
| 0     | 95 o +  | 0     |
| 0     | 90 a 94 | 0     |
| 0     | 85 a 89 | 0     |
| 0     | 80 a 84 | 0     |
| 8     | 75 a 79 | 8     |
| 8     | 70 a 74 | 8     |
| 0     | 65 a 69 | 4     |
| 16    | 60 a 64 | 4     |
| 0     | 55 a 59 | 8     |
| 20    | 50 a 54 | 12    |
| 12    | 45 a 49 | 16    |
| 16    | 40 a 44 | 16    |
| 20    | 35 a 39 | 16    |
| 12    | 30 a 34 | 16    |
| 16    | 25 a 29 | 16    |
| 12    | 20 a 24 | 4     |
| 24    | 15 a 19 | 12    |
| 12    | 10 a 14 | 12    |
| 16    | 5 a 9   | 20    |
| 8     | 0 a 4   | 20    |

## Economia
El 2007 la població en edat de treballar era de 301 persones, 235 eren actives i 66 eren inactives. De les 235 persones actives 225 estaven ocupades (117 homes i 108 dones) i 10 estaven aturades (8 homes i 2 dones). De les 66 persones inactives 24 estaven jubilades, 26 estaven estudiant i 16 estaven classificades com a «altres inactius».

### Ingressos
El 2009 a Corneuil hi havia 169 unitats fiscals que integraven 476 persones, la mediana anual d'ingressos fiscals per persona era de 19.395 €.

### Activitats econòmiques
Dels 15 establiments que hi havia el 2007, 1 era d'una empresa de fabricació de material elèctric, 5 d'empreses de construcció, 1 d'una empresa de comerç i reparació d'automòbils, 3 d'empreses de transport, 3 d'empreses de serveis, 1 d'una entitat de l'administració pública i 1 d'una empresa classificada com a «altres activitats de serveis».
Dels 5 establiments de servei als particulars que hi havia el 2009, 2 eren guixaires pintors, 1 fusteria, 1 lampisteria i 1 electricista.
L'any 2000 a Corneuil hi havia 11 explotacions agrícoles.

## Equipaments sanitaris i escolars
El 2009 hi havia una escola elemental.

## Poblacions més properes
El següent diagrama mostra les poblacions més properes.